# Bujaraloz (kommunhuvudort)
Bujaraloz är en kommunhuvudort i Spanien.   Den ligger i provinsen Provincia de Zaragoza och regionen Aragonien, i den nordöstra delen av landet, 300 km öster om huvudstaden Madrid. Bujaraloz ligger 334 meter över havet och antalet invånare är 997.
Terrängen runt Bujaraloz är huvudsakligen platt, men åt nordväst är den kuperad. Runt Bujaraloz är det glesbefolkat, med 8 invånare per kvadratkilometer. Bujaraloz är det största samhället i trakten. Trakten runt Bujaraloz består till största delen av jordbruksmark.